# Huaga
Huaga (kinesiska: 花嘎, 花嘎苗族布依族彝族乡) är en socken i Kina. Den ligger i provinsen Guizhou, i den sydvästra delen av landet, omkring 180 kilometer väster om provinshuvudstaden Guiyang.